# Lacapelle-Cabanac
Lacapelle-Cabanac là một xã thuộc tỉnh Lot trong vùng Occitanie phía tây nam nước Pháp.